# 緬因州第二十志願步兵團
緬因州第20志願步兵團(20th Maine Volunteer Infantry Regiment)是美國內戰時北方的一支自願軍團，於1863年在蓋茨堡戰役中的小圓頂打敗敵人而聞名。

## 組織
緬因州第20志願步兵團隸屬於波多馬克軍團的第五軍第一師第三旅（旅長為史壯·文森（Strong Vincent）上校），成立於1862年8月20日，由艾姆斯（Ames）擔任團長。
史壯·文森的旅下轄緬因州第20志願步兵團、密西根州第16步兵團、紐約州第44步兵團及賓夕法尼亞州第83步兵團。

## 戰役
- 安提坦戰役
- 弗雷德里克斯堡戰役
- 錢瑟勒斯維爾戰役
- 蓋茨堡戰役
- 雷奔之役
- 莽原之役
- 史波特斯凡尼亞郡府之役
- 冷港戰役
- 彼德斯堡會戰
- 五叉路
- 阿波麥托克斯郡府之役

在弗雷德里克斯堡戰役後，艾姆斯退出, 由張伯倫出任中校。

### 蓋茨堡戰役
6月2日，緬因州第20志願步兵團到達小圓頂，史壯·文森要求約書亞·羅倫斯·張伯倫(Joshua Lawrence Chamberlain)堅守在當地，以免敵人可以經由此地攻破北軍的防線。南軍的阿拉巴馬州第15步兵團就從山下向山上的北軍發動強大的攻勢，雙方互相開火, 南軍更數次衝破緬因州第20自願步兵團，但最後撤回山下, 再重組軍力，再度攻擊, 這時的北軍不但彈盡援絕，而且死傷率高, 可能難以繼續戰鬥下去，但張伯倫看到山坡的坡度十分斜, 遂下令士兵裝上刺刀，當南軍在山坡慢慢推進時, 北軍全線衝下去，進攻的南軍一擊即潰, 但北軍繼續衝，終於俘虜了阿拉巴馬州第15步兵團的所有人。